# バジュランギおじさんと、小さな迷子
『バジュランギおじさんと、小さな迷子』（バジュランギおじさんと、ちいさなまいご、Bajrangi Bhaijaan）は、2015年のインドのドラマ映画。監督はカビール・カーン、脚本はV・ヴィジャエーンドラ・プラサード、プロデューサーはサルマーン・カーンとロックライン・ヴェンカテーシュが務め、サルマーン・カーン、ハルシャーリー・マルホートラ、ナワーズッディーン・シッディーキー、カリーナ・カプールが出演している。映画は9億ルピーの製作費をかけて製作され、2014年11月から主要撮影が行われた。
映画は第63回国家映画賞で健全な娯楽を提供する大衆映画賞を受賞した。第61回フィルムフェア賞では原案賞を受賞し、作品賞と主演男優賞にノミネートされた。中国の第5回豆瓣映画賞では外国語映画賞にノミネートされている。Rotten Tomatoesでは100%の支持率を記録している。

## あらすじ
パキスタンのスルターンプリ村に住む少女シャヒーダーは生まれつき言葉を発することができず、村の長老の勧めでインド・デリーのニザームッディーン廟に参拝することになった。兵役経験があるためビザの取得が困難な父に代わり、母がシャヒーダーと共にデリーに向かい、娘が言葉を話せるように祈願する。その帰路、印パ国境検問所ワーガ付近で列車が停車中にシャヒーダーが列車を降りてしまい、動き出した列車に置き去りにされてしまう。シャヒーダーがいないことに気付いた母は娘を探そうとするが、列車はすでに国境を越えていたため探しに向かうことができなかった。一方、インドに取り残されたシャヒーダーは貨物列車に乗り込みハリヤーナー州クルクシェートラに辿り着き、そこでハヌマーンを信仰するインド人のパワンと出会う。パワンはクルクシェートラ警察にシャヒーダーを預けようとするが断られてしまい、彼女を連れて自身が暮らすデリーに向かう。
パワンは婚約者ラスィカーの自宅にシャヒーダーを住まわせて彼女の故郷を探そうとするが、ラスィカーの父ダーヤナンドは難色を示す。ダーヤナンドはラスィカーが縁談を反故にしてパワンと婚約したことを快く思っておらず、パワンに「半年の間に自分の力で家の購入費を稼ぐこと」を結婚の条件として提示しており、シャヒーダーの故郷探しよりも約束を優先するように迫っていた。ある日、街中ではぐれたシャヒーダーがモスクに入りサラートを行っている姿を目撃したパワンは、彼女がムスリムであることを知る。さらにクリケットのテレビ中継でシャヒーダーがパキスタン選手団を応援していたことから、彼女がパキスタン人であることが判明する。パキスタンを嫌悪するダーヤナンドは激怒し、シャヒーダーをパキスタン大使館経由でパキスタンに追い返すようにパワンに促すが、大使館は反パキスタン暴動の影響で閉鎖されてしまう。困り果てたパワンはダーヤナンドの知り合いの旅行代理店に助けを求め、シャヒーダーを預けて帰ろうとする。しかし、思い直して旅行代理店の男を追うと、彼はシャヒーダーを売春宿に売り飛ばそうとしており、激怒したパワンは男や売春宿の人間からシャヒーダーを取り戻し、自分の力で彼女を両親のもとに送り届けようと決意する。
パワンとシャヒーダーは事情を知った密入国業者ボー・アリや国境警備隊の協力でパキスタンに入国するが、途中で警察にスパイ容疑で逮捕されてしまう。警察署を脱走したパワンは、警察署にあったカレンダーの写真が故郷の場所だと示すシャヒーダーに促され、その場所を探そうとする。特ダネ目的で2人を追ってきたTVリポーターのナワーブも、事情を知って2人に協力を申し出る。途中、モスクで一夜を明かした3人は宗教学者アサドの協力で写真の場所を探し、シャヒーダーの故郷がアザド・カシミール付近らしいと聞かされる。アザド・カシミールに向かう途中、ナワーブは社長のシャムシェール・アリに自身が撮影した映像を放送してシャヒーダーの両親を探そうとするが、「話題性がない」という理由で拒否されてしまう。翌朝、ナワーブは2人が聖廟に巡礼に行っている間にYouTubeに映像をアップロードしてシャヒーダーの両親を探そうとする。彼がアップロードした映像にシャヒーダーの母が映り込んでいることを知ったパワンとナワーブは、彼女が乗っていたバスを見付け出し、シャヒーダーの故郷がスルターンプリであることを突き止める。しかし、途中で警察の検問に遭遇したため、パワンが囮になって警察を引き付け、ナワーブはシャヒーダーを連れてスルターンプリに到着し、彼女は母と再会する。
パワンは警察に逮捕され拷問を受けるが、ナワーブの映像を観た印パの人々は彼の釈放を求め、同時にクルクシェートラ警察の証言からパワンのスパイ容疑が事実無根であることが判明する。しかし、パキスタン当局はパワンをスパイと決め付け「自白」させるように命令する。警察幹部のハーミド・カーンは当局の命令に反発してパワンを釈放し、ナワーブに協力を依頼する。ナワーブは再び映像をアップロードし、両国の人々にパワンのインド帰国を訴えるため国境検問所に集まるように訴える。映像を見たラスィカー一家や他の人々は国境検問所に集結し、国境ゲートを開放してパワンを称える。ハーミドに連れられ国境検問所に到着したパワンはナワーブたちと別れを交わしてインド領内に向かうが、両親と共に来ていたシャヒーダーが人々を掻き分けフェンス越しに「mama（おじさん）」「Jai Shri Ram（ラーマ万歳）」と言葉を発する。パワンとシャヒーダーは互いに駆け寄り、パワンはシャヒーダーを抱きしめる。

## キャスト
- パワン・クマール・チャトラヴェーディー（バジュランギ） - サルマーン・カーン
- シャヒーダー（ムンニー） - ハルシャーリー・マルホートラ
- ラスィカー - カリーナ・カプール
- チャーンド・ナワーブ（英語版） - ナワーズッディーン・シッディーキー
- シャヒーダーの母 - メヘル・ヴィジュ
- バジュランギの友人 - アンマール・アニーズ・カーン
- カーミル・ユースフ - クシャール・パワール
- ラウフ（シャヒーダーの父） - ミール・サルワール（英語版）
- 列車の乗客 - カムレーシュ・ギル（英語版）（特別出演）
- マウラナ・アサド - オム・プリ（特別出演）
- ダーヤナンド（ラスィカーの父） - シャーラト・サクセーナ（英語版）
- ラスィカーの母 - アルカ・カウシャル（英語版）
- 「Bhardo Jholi Meri」シーン登場 - アドナン・サミー（英語版）（ゲスト出演）
- ハーミド・カーン - ラジェシュ・シャルマ（英語版）
- ヴァルダン - クルナル・パンディット
- ボー・アリ - ムルサレーン・クレシ
- アーミル・クレシ警部 - マノージュ・バクシ
- シャムシェール・アリ - ハルッシュ・A・シン（英語版）

## 製作

### 撮影
2014年11月3日からニューデリーで主要撮影が始まり、サルマーン・カーンとカリーナ・カプールが参加した。次の撮影はNDスタジオで行われた後、ラージャスターン州マンダワでも行われた。2015年1月7日にサルマン・カーンがマンダワ砦で少年とクリケットをするシーンが撮影され、10日にはジュンジュヌ県で学生たちと撮影を行った。撮影は5月20日に終了し、いくつかのシーンはサルマーン・カーンの所有する農場で撮影された。撮影はカシミール渓谷のソンマルグとゾージ・ラに似た場所でも行われ、クライマックスシーンはソンマルグ近くのタージワース氷河で7000人のエキストラを動員して撮影された。ナワーズッディーン・シッディーキーが演じたキャラクターはインダス・ニュースのチャーンド・ナワーブからインスピレーションを得ている。脚本家のV・ヴィジャエーンドラ・プラサードによると、脚本は『Poovizhi Vasalile』からインスピレーションを得ているという。

### 音楽
作曲はプリータムが担当し、マユール・プリ、アミターブ・バッタチャーリヤ、ニーレシュ・ミスラ、サビール・アフメド、カウサル・ムニールが作詞しており、サウンドトラックは11トラックで構成されている。「Tu Jo Mila」はシドニーで収録し、スーパーヒットを記録した。映画に登場するカッワーリー「Bhardo Jholi Meri Ya Muhammad」はサビール兄弟が歌ったものだが、アドナン・サミーの声に修正されている。これに対し、兄弟の権利所有者であるEMIパキスタンとアムジャド・サブリ・クァワーリは製作会社に対して訴訟を起こしている。

## 公開
映画はイド・アル＝フィトルの前日である2015年7月17日にインド4500スクリーン、海外1000スクリーンで公開された。海外市場では50か国で公開されている。10月6日には釜山国際映画祭で上映された。
2017年11月に『ダンガル きっと、つよくなる』の興行的成功を受けて中国での公開が決定し、12月に公開日が2018年となることが発表された。中国では公開前の時点で映画批評サイト豆瓣の平均評価が8.6/10、投票数が7万を超えていた。同サイトでは2015年の海外映画ランキング第4位に選ばれている。中国では「小萝莉的猴神大叔」のタイトルで140分のカット版が公開された。同年1月、『ダンガル きっと、つよくなる』『シークレット・スーパースター』の興行的成功と口コミによる人気の高さから、映画が8000スクリーンで公開されることが発表された。2月6日に29都市で公開され、観客から高い評価を得た。2月25日には限定上映も行われた。同月27日のプレミア上映にはカビール・カーンとハルシャーリーが出席し、元宵節の3月2日に一般公開された。日本では2019年1月18日に「バジュランギおじさんと、小さな迷子」のタイトルで公開される。

## 評価

### 興行収入
公開初週の興行収入は33億3000万ルピーを記録した。公開31日の興行収入はインド42億6000万ルピー、海外市場17億9200万ルピーとなった。インド国内では興行収入10億ルピーを達成した映画として『PK』『チェイス!』の記録を抜き、最短記録を更新した。2015年8月にエロス・インターナショナルは興行収入が50億ルピー、国内純利益が30億ルピーになったことを発表した。
観客動員数は5週間で3520万人を記録し、『Gadar: Ek Prem Katha』『PK』『きっと、うまくいく』『チェイス!』『家族の四季 -愛すれど遠く離れて-』の記録を更新した。公開第7週の興行収入は62億6000万ルピーとなった。インド国内の興行収入は2015年8月時点で43億3000万ルピー、海外市場は2017年時点で3090万ドルとなっている。この時点では『PK』に次ぐ第2位の歴代興行成績を記録していた。2018年2月27日時点の興行収入は62億6000万ルピーだった。中国での公開22日後には興行収入が90億ルピーを超え、『ダンガル きっと、つよくなる』『バーフバリ 王の凱旋』『シークレット・スーパースター』に次ぐ第4位の興行成績を記録した。2018年3月30日時点では『シークレット・スーパースター』を抜き第3位となっている。

#### インド

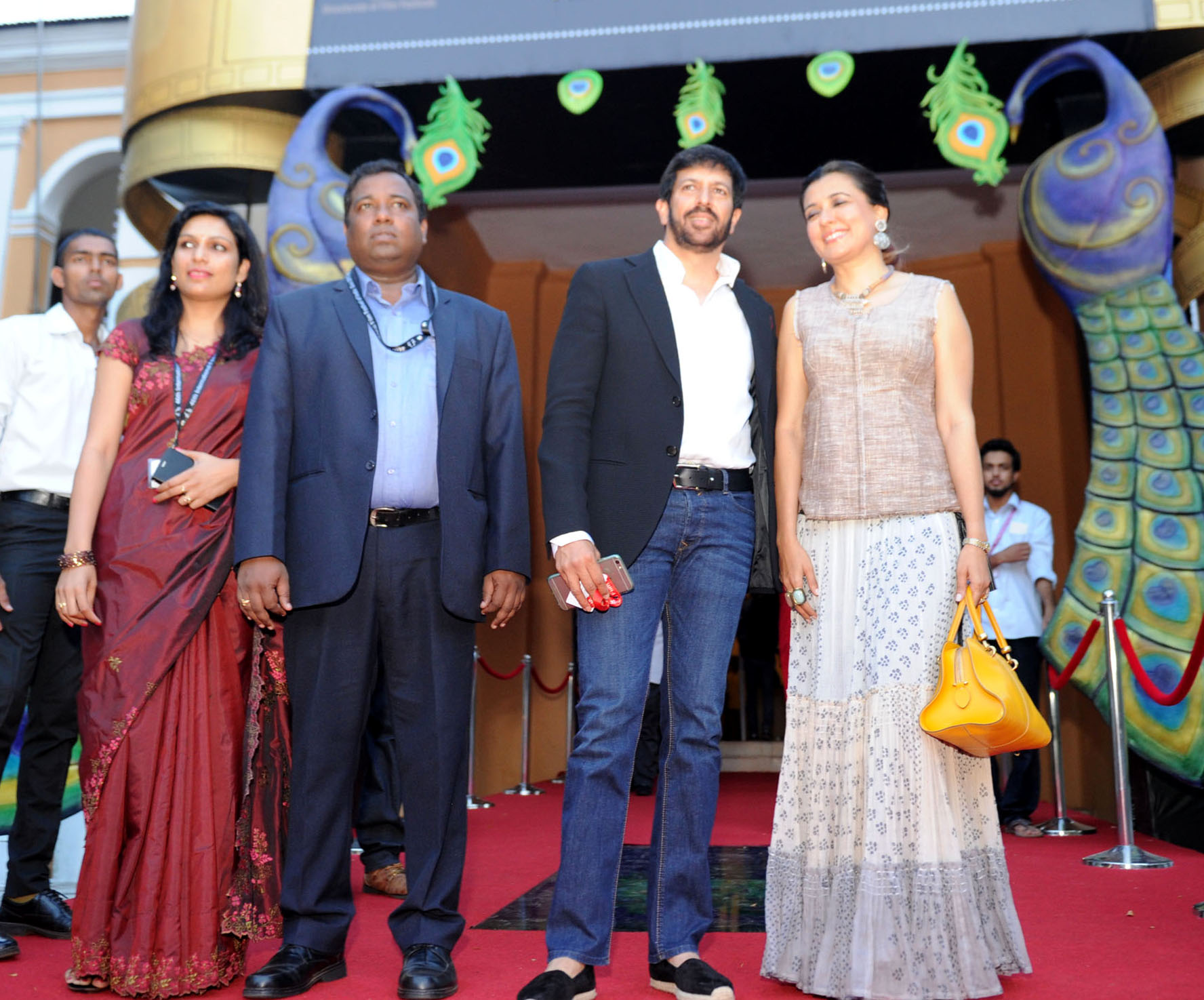
第46回インド国際映画祭に出席するカビール・カーン（右から2人目）

インド国内では公開1週間の興行収入が『PK』『Happy New Year』を抜いており、公開初日の興行収入は2億7000万ルピーを記録した。公開2・3日目の興行収入は3億5000万ルピーを記録した。公開初週の日曜日の興行収入は3億8500万ルピーとなり、公開初週末の累計興行収入は10億500万ルピーを記録した。映画は最初の月曜日に2億5500万ルピーの興行収入を記録しており、火曜日2億1250万ルピー、水曜日2億ルピー、木曜日1億6000万ルピーとなり公開第1週の累計興行収入は18億3520万ルピーを記録し、『PK』の記録を更新した。
公開2回目の金曜日の興行収入は1億3500万ルピーとなり、土曜日2億50万ルピー、日曜日2億4050万ルピーとなり、公開10日目の累計興行収入は24億720万ルピーを記録した。公開2回目の月曜日には1億ルピーの興行収入を記録し、火曜日9300万ルピー、水曜日9100万ルピー、木曜日9300万ルピーとなり、公開第2週の累計興行収入は27億500万ルピーを記録した。公開3回目の金曜日の興行収入は4000万ルピーとなり、土曜日6080万ルピー、日曜日9080万ルピーを記録した。公開第3週の興行収入は2億ルピーとなり、公開17日目の累計興行収入は29億2,000万ルピーを記録し、『チェイス!』の記録を更新した。公開第3週末の興行収入は7500万ルピーを記録している。公開19日目の累計興行収入は30億600万ルピーとなり、公開第3週の興行収入は3億ルピーを記録した。公開第4週末の興行収入は7250万ルピーを記録している。

#### 海外

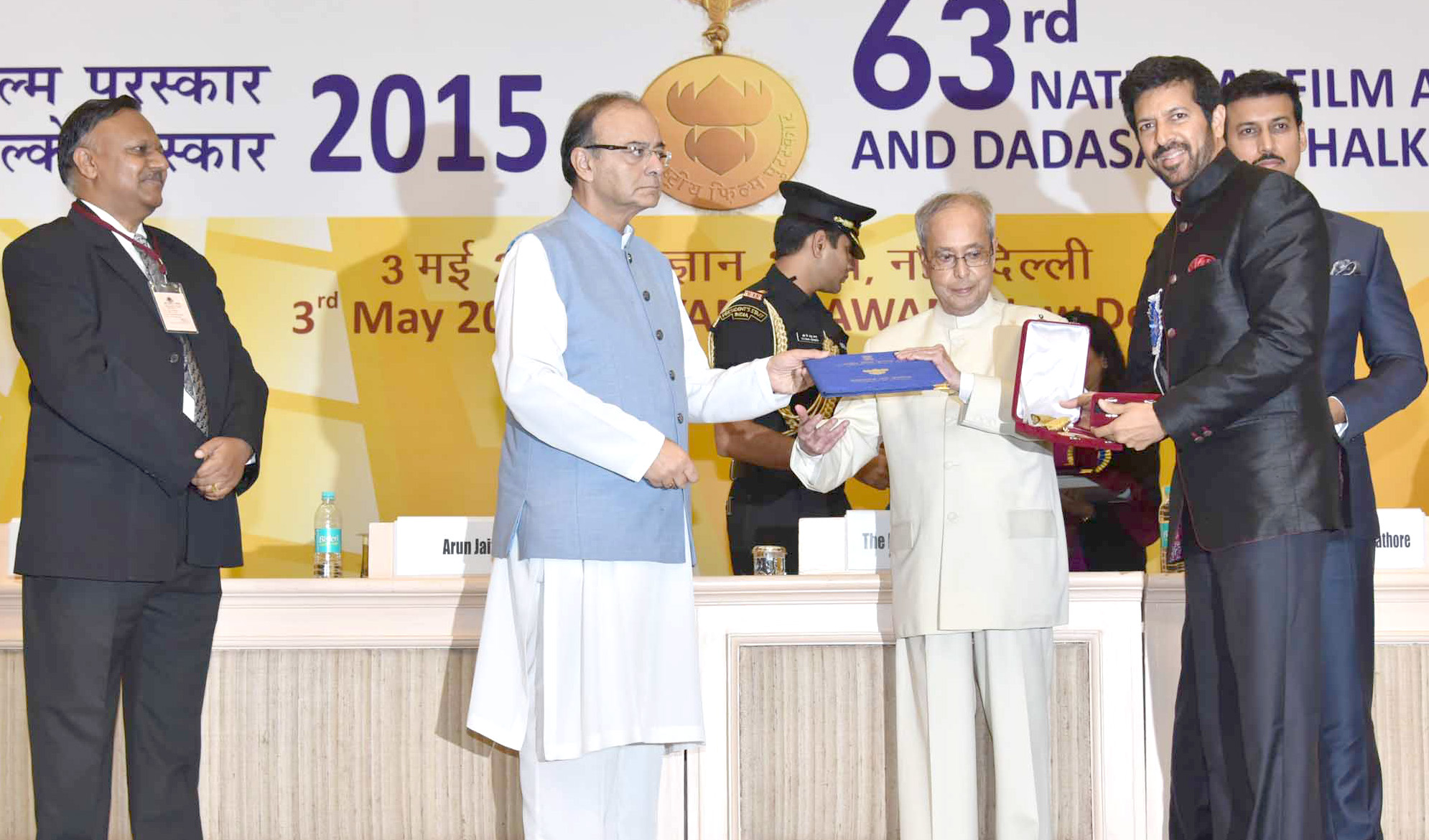
第63回国家映画賞授賞式で健全な娯楽を提供する大衆映画賞を受賞するカビール・カーン（右から2人目）

公開初週末の興行収入は810万ドルを記録した。北米では公開初週末の興行収入は245万ドルを記録した。パキスタンでは公開3日間で4500万ルピーを記録しており、公開第1週の興行収入は6000万ルピーを記録した。公開10日目の海外累計興行収入は1700万ドルを記録している。公開第2週末の興行収入は2000万ドルを記録し、公開17日目には2350万ドルを記録している。湾岸諸国では『Happy New Year』『チェイス!』の記録を抜いて4億7900万ルピーの興行収入を記録しており、同地域公開のサルマーン・カーン主演映画としては最高額となる410万ドルの興行収入を記録している。海外主要4市場では『PK』の興行記録を抜いている。イギリスでは266万2115ポンド、湾岸諸国では945万ドル、オーストラリアでは170万1000ドルの興行収入を記録している。北米では公開第6週末までの興行収入は818万ドルとなっており、最終的な興行収入は818万7000ドルを記録した。香港では2016年に136万4088ドルの興行収入を記録しており、2017年の海外累計興行収入は3090万ドルとなっている。
中国では公開初日の興行収入は229万ドルを記録した。この記録は中国で公開されたインド映画として『シークレット・スーパースター』（697万ドル）、『ヒンディー・ミディアム』（368万ドル）、『ダンガル きっと、つよくなる』（255万ドル）に次ぐ第4位の成績を収めた。公開2日目の興行収入は311万ドルを記録した。公開3日目の興行収入は313万ドルとなり、公開初週末の興行収入は900万ドルに迫った。この記録は『シークレット・スーパースター』『ダンガル きっと、つよくなる』に次ぐ第3位の成績となった。映画の興行的成功は豆瓣やmaoyan.comでの好意的なレビュー（それぞれ8.6/10、9.7/10）などの口コミが挙げられている。公開14日目の興行収入は113万ドルを記録し、中国でアーミル・カーン主演映画以外で初めて20億ルピーの興行収入を記録したインド映画となった。公開31日目には累計興行収入は4800万ドルを記録した。観客の割合は男性40%、女性60%であり、20-34歳の年齢層が中心だった。

### 受賞・ノミネート
| 映画賞                                         | 部門                                                            | 対象 | 結果       |
| ---------------------------------------------- | --------------------------------------------------------------- | --- | ---------- |
| 第63回国家映画賞                               | 健全な娯楽を提供する大衆映画賞                                  | 『バジュランギおじさんと、小さな迷子』                                                                          | 受賞       |
| 第61回フィルムフェア賞                         | 作品賞                                                          | 『バジュランギおじさんと、小さな迷子』                                                                          | ノミネート |
| 第61回フィルムフェア賞                         | 監督賞                                                          | カビール・カーン                                                                                                | ノミネート |
| 第61回フィルムフェア賞                         | 主演男優賞                                                      | サルマーン・カーン                                                                                              | ノミネート |
| 第61回フィルムフェア賞                         | 原案賞                                                          | V・ヴィジャエーンドラ・プラサード                                                                               | 受賞       |
| スターダスト・アワード                         | 作品賞                                                          | 『バジュランギおじさんと、小さな迷子』                                                                          | 受賞       |
| スターダスト・アワード                         | 監督賞                                                          | カビール・カーン                                                                                                | 受賞       |
| スターダスト・アワード                         | 子役賞                                                          | ハルシャーリー・マルホートラ                                                                                    | 受賞       |
| ビッグ・スター・エンターテインメント・アワード | 社会派部門エンターテインメント男優賞                            | サルマーン・カーン                                                                                              | 受賞       |
| ビッグ・スター・エンターテインメント・アワード | エンターテインメント監督賞                                      | カビール・カーン                                                                                                | 受賞       |
| ビッグ・スター・エンターテインメント・アワード | エンターテインメント子役賞                                      | ハルシャーリー・マルホートラ                                                                                    | 受賞       |
| インド・テリー賞                               | Gary Binder Award for the Young Successful Director of the Year | カビール・カーン                                                                                                | 受賞       |
| インド・テレビジョン・アカデミー賞             | 大衆監督賞                                                      | カビール・カーン                                                                                                | 受賞       |
| インド・テレビジョン・アカデミー賞             | 子役賞                                                          | ハルシャーリー・マルホートラ                                                                                    | 受賞       |
| タイムズ・オブ・インディア映画賞               | 作品賞                                                          | 『バジュランギおじさんと、小さな迷子』                                                                          | 受賞       |
| タイムズ・オブ・インディア映画賞               | 原案賞                                                          | V・ヴィジャエーンドラ・プラサード                                                                               | 受賞       |
| 第17回国際インド映画アカデミー賞               | 作品賞                                                          | 『バジュランギおじさんと、小さな迷子』                                                                          | 受賞       |
| 第17回国際インド映画アカデミー賞               | 原案賞                                                          | カビール・カーン                                                                                                | 受賞       |
| 製作者組合映画賞                               | 作品賞                                                          | 『バジュランギおじさんと、小さな迷子』                                                                          | 受賞       |
| 製作者組合映画賞                               | 原案賞                                                          | V・ヴィジャエーンドラ・プラサード                                                                               | 受賞       |
| 製作者組合映画賞                               | 脚本賞                                                          | カビール・カーン                                                                                                | 受賞       |
| 製作者組合映画賞                               | 助演男優賞                                                      | ナワーズッディーン・シッディーキー                                                                              | 受賞       |
| スター・スクリーン・アワード                   | 作品賞                                                          | 『バジュランギおじさんと、小さな迷子』                                                                          | 受賞       |
| スター・スクリーン・アワード                   | 監督賞                                                          | カビール・カーン                                                                                                | 受賞       |
| スター・スクリーン・アワード                   | 助演男優賞                                                      | ナワーズッディーン・シッディーキー                                                                              | 受賞       |
| スター・スクリーン・アワード                   | 原案賞                                                          | V・ヴィジャエーンドラ・プラサード                                                                               | 受賞       |
| スター・スクリーン・アワード                   | 子役賞                                                          | ハルシャーリー・マルホートラ                                                                                    | 受賞       |
| スター・スクリーン・アワード                   | 作曲賞                                                          | ジュリアス・パッキャム                                                                                          | 受賞       |
| ジー・シネ・アワード                           | 作品賞                                                          | 『バジュランギおじさんと、小さな迷子』                                                                          | 受賞       |
| ジー・シネ・アワード                           | 主演男優賞                                                      | サルマーン・カーン                                                                                              | 受賞       |
| ジー・シネ・アワード                           | コメディアン賞                                                  | ナワーズッディーン・シッディーキー                                                                              | 受賞       |
| ジー・シネ・アワード                           | 新人女優賞                                                      | ハルシャーリー・マルホートラ                                                                                    | 受賞       |
| 第8回ミルチ音楽賞                              | 有望男性歌手賞                                                  | ジュビン・ナウティヤル（「Zindagi Kuch Toh Bata (Reprise)」）                                                   | 受賞       |
| 第8回ミルチ音楽賞                              | 音楽プロデューサー賞                                            | ループ・マハンタ、ドゥルバジョーティ・プーカン、サニー・M・R、ニキール・ポール・ジョージ（「Selfie Le Le Re」） | ノミネート |
| 第6回豆瓣映画賞                                | 外国語映画賞                                                    | 『バジュランギおじさんと、小さな迷子』                                                                          | ノミネート |